# Mario Gregurina
Mario Gregurina (Koprivnica, 23. ožujka 1988.) hrvatski nogometni trener i bivši nogometaš. Trenutačno je trener Slaven Belupa. Igrao je na poziciji veznog igrača. 
Nastupao je za hrvatske mlade reprezentacije. Igrao je utakmice u Kupu UEFA i UEFA Europske lige. Nogometnu karijeru je započeo u Slaven Belupu. 

## Vanjske poveznice
- Sportnet  Arhivirana inačica izvorne stranice od 24. listopada 2014. (Wayback Machine)
- NK Slaven Belupo
- Nogometni magazin
- Profil, Hrvatski nogometni savez